# 凱旋門 (老撾)
凱旋門（寮語： Patuxai，解作勝利之門），是一座位於老撾永珍的古蹟，建築於1957至1968年。它與法國的凱旋門相似，但建築具本土特色，例如表面装饰有如紧那罗等神话元素雕塑。

## 歷史
1957年，當時老撾王國結束了被法國殖民的歷史，老撾王國用美國資助興建新機場的資金建成凱旋門，由一位老撾建築師設計，建設成本估計為6300萬基普。
1975年，共產政權成立，結束了君主制的時代，將它改名為凱旋門以紀念勝利。